# Музей армии (Париж)
Военный музей, или музей армии находится в парижском Дворце Инвалидов, построенном по приказу Людовика XIV для инвалидов войн.

## История музея
Музей армии открылся в 1905 году в результате слияния музея артиллерии и музея истории армии.

### Музей артиллерии
Музей артиллерии, основанный в 1871 году, унаследовал в свою очередь две известнейшие коллекции: коллекцию движимого имущества французской короны (фр. la collection du garde-meuble de la Couronne) и коллекцию доспехов и оружия принцев Конде (ранее выставлявшуюся в замке Шантийи). С 1852 года коллекция музея артиллерии обосновывается в Доме Инвалидов, постоянно обогащаясь за счёт экспонатов Национальной Библиотеки, Лувра, Венсенского музея артиллерии, Парижского монетного двора, коллекции замка Пьерфон, а также за счёт многочисленных частных пожертвований.

### Музей истории армии
Музей истории армии основан в 1896 году компанией La Sabretache, президент которой (художник Эдуард Детай — фр. Edouard Detaille) мечтал создать такой музей на основе собственной коллекции, взяв за модель исторические залы Парижской Всемирной выставки 1889 года.

## Постоянная коллекция

### Раздел древнего вооружения (Armes et Armures Anciennes)
Парижский музей армии владеет третьей в мире (после венского и мадридского музеев) коллекцией оружия и доспехов. Коллекция покрывает широкий исторический период: от Палеолита до середины XVII века. В музее выставлено около 2500 доспехов и предметов оружия. Большей частью это французское оружие, но представлены также и другие европейские страны, равно как и страны Ближнего и Дальнего Востока (Оттоманская империя, Персия, Индия, Китай и Япония).
Среди экспонатов стоит отметить парадные доспехи французских королей (Генриха II, Генриха IV, Людовика XIII и Людовика XIV), коллекцию французского портативного стрелкового оружия XVII века.

### Раздел Нового времени (1648—1792)
Раздел покрывает период от Людовика XIV и практически до Французской революции. Период характеризуется резкими изменениями в структуре французской армии.
Уже при Людовике XIV армия реформируется, выстраивая чёткую иерархию воинских чинов. С 1680 года вводится обязательная для всех униформа, Французская армия участвует в Тридцатилетней войне.
Во время царствования Людовика XV во Франции появляется первое стандартное оружие — ружьё 1717 года. С ним французские солдаты пройдут Войну за австрийское наследство.
При Людовике XVI армия становится более профессиональной, чёткость воинского устава и технический прогресс — вот два основных ингредиента, воспитавших будущих солдат французской революции. За время царствования Людовика XVI Франция участвует в американской Войне за независимость.

### Раздел Нового времени (1792—1871)
Раздел описывает историю французской армии от Великой Французской Революции до Парижской коммуны.
В качестве интересных экспонатов можно отметить шляпы Наполеона — великий полководец менял свою знаменитую треуголку примерно раз в месяц, что за время его правления составило примерно 170 шляп. На сегодняшний день сохранилось около 20 шляп Наполеона, 6 из них хранятся в парижском музее армии.
В разделе также представлена генеральская форма Наполеона, которую полководец носил во время своего Итальянского похода, его же сабля из битвы при пирамидах во время Египетской кампании. Будучи Первым Консулом империи, Наполеон учредил почётное оружие, которым награждались солдаты, проявившие героизм во время боя. Многие из этих предметов хранятся также в музее. Среди прочих экспонатов наполеоновской эпохи в музее находится ожерелье Почётного легиона императора, его шпага из битвы при Аустерлице, а также один из знаменитых серых сюртуков Бонапарта.
Реставрация монархии, точнее, царствование Карла X и Луи-Филиппа знаменуются колониальными походами французской армии. В музее представлена форма французского Африканского корпуса, созданная с ярко выраженными восточными мотивами.
Во время Второй империи Наполеон III произвёл техническое переоснащение армии, что заставило говорить о ней как о достойном потомке Великой Армии Бонапарта. К этому времени относятся Крымская война, война в Италии и Мексике, усмирение Алжирских колоний, Сирийская и Дальне-Восточная кампании.
Заканчивается раздел рассказом о войне 1870—1871 годов и началом Коммуны.

### Раздел двух мировых войн
В этом разделе рассказывается история армии с 1871 до 1945 года: III Республика и режим Виши, Первая и Вторая мировые войны. Не только французская армия показана в этом разделе: помимо красивейшей униформы царской России, в музее представлены формы практически всех воевавших в мировых войнах армий.
18 июня 2000 года — в день 60-летия призыва Шарля де Голля к французскому народу — открылись новые залы, посвящённые Второй мировой войне. А с июля 2006 года раздел полностью перестроен, существенно расширилась коллекция, посвящённая III Республике и концу Первой мировой войны.

### Раздел артиллерии

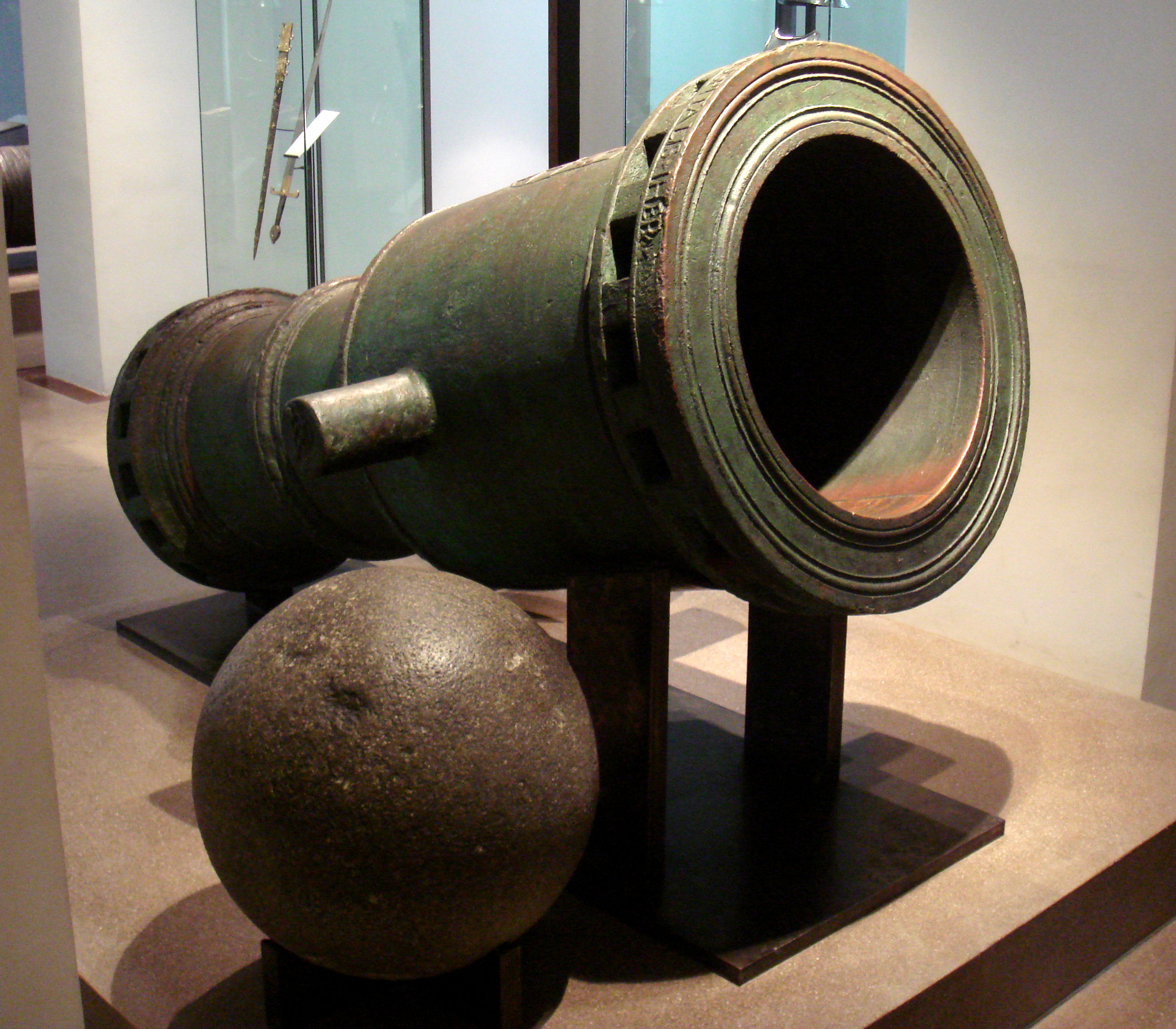
Мортира ордена Святого Иоанна Иерусалимского, Родос, 1480—1500 гг.

Унаследовавший коллекцию одноимённого музея раздел артиллерии выставляет в качестве экспонатов как настоящие орудия, так и их модели. Около 800 орудий выставлено под открытым небом вокруг здания Дома Инвалидов, в котором находится музей. В коллекции в частности находятся пушки XIV века — одни из первых пушек истории.
В почётном дворе Дома Инвалидов выставлены орудия классических французских батарей XVII—XVIII веков, по своему оформлению приближающиеся к произведениям искусства. В частности, посетитель узнаёт, что в эту эпоху литейщики отмечали калибр орудия, изображая на стволе барельеф животного: петух на стволах 12-го калибра (французская мера калибра соответствует весу ядра в фунтах, то есть 12-й калибр соответствует примерно 6-килограммовых ядрам), химера — 16-го калибра, лев — 24-го.
Вдоль рвов, со стороны эспланады Инвалидов выставлены трофейные орудия, в том числе пушки русской армии, захваченные Великой Армией Наполеона. Из этих пушек до самого начала XX века производили торжественные праздничные салюты.
Залы моделей показывают самую большую в мире коллекцию моделей пушек — выставлено более 1000 экспонатов. Самые старые из выставленных моделей датируются XVI веком и представляют собой не что иное, как прототипы реальных орудий. Стреляющие модели часто дарились мальчикам королевской семьи «с образовательными целями». К XVII веку модель пушки становится классическим дипломатическим подарком, в качестве примера можно назвать модель, подаренную Людовиком XIV парламенту Франш-Конте в честь присоединения этой провинции к Франции в 1676 году.

### Раздел официальной символики
Флаги, знамёна — изначально символы принадлежности к определённому воинскому подразделению, но вскоре сакрализированные практически в любой армии символы. Парижский музей армии хранит несколько сотен предметов такого рода, как французских, так и трофейных, захваченных в войнах французской армией.

#### Французские флаги
Французские флаги выставлены в хронологическом порядке в зале Тюренн (названном по имени захороненного в Доме Инвалидов маршала Тюренна). Самое старое из выставленных полотен датируется 1619 годом и является одним из немногих сохранившихся до наших дней знамён той эпохи.
Первые знамёна, использующие ставший классическим порядок цветов — синий, белый, красный, — появились в 1812 году. Одно из самых известных знамён того времени — знамя первого полка пеших гренадеров имперской гвардии — также хранится в музее. Именно это знамя целовал Наполеон во время своего первого отречения от трона в 1814 году.
В 1880 году официальный декрет закрепляет военную символику, вводя в том числе стандарт на военные флаги (размер и материал полотнища, размер надписи и т. п.). Этот стандарт действует во французской армии до сегодняшнего дня.

#### Трофейные знамёна

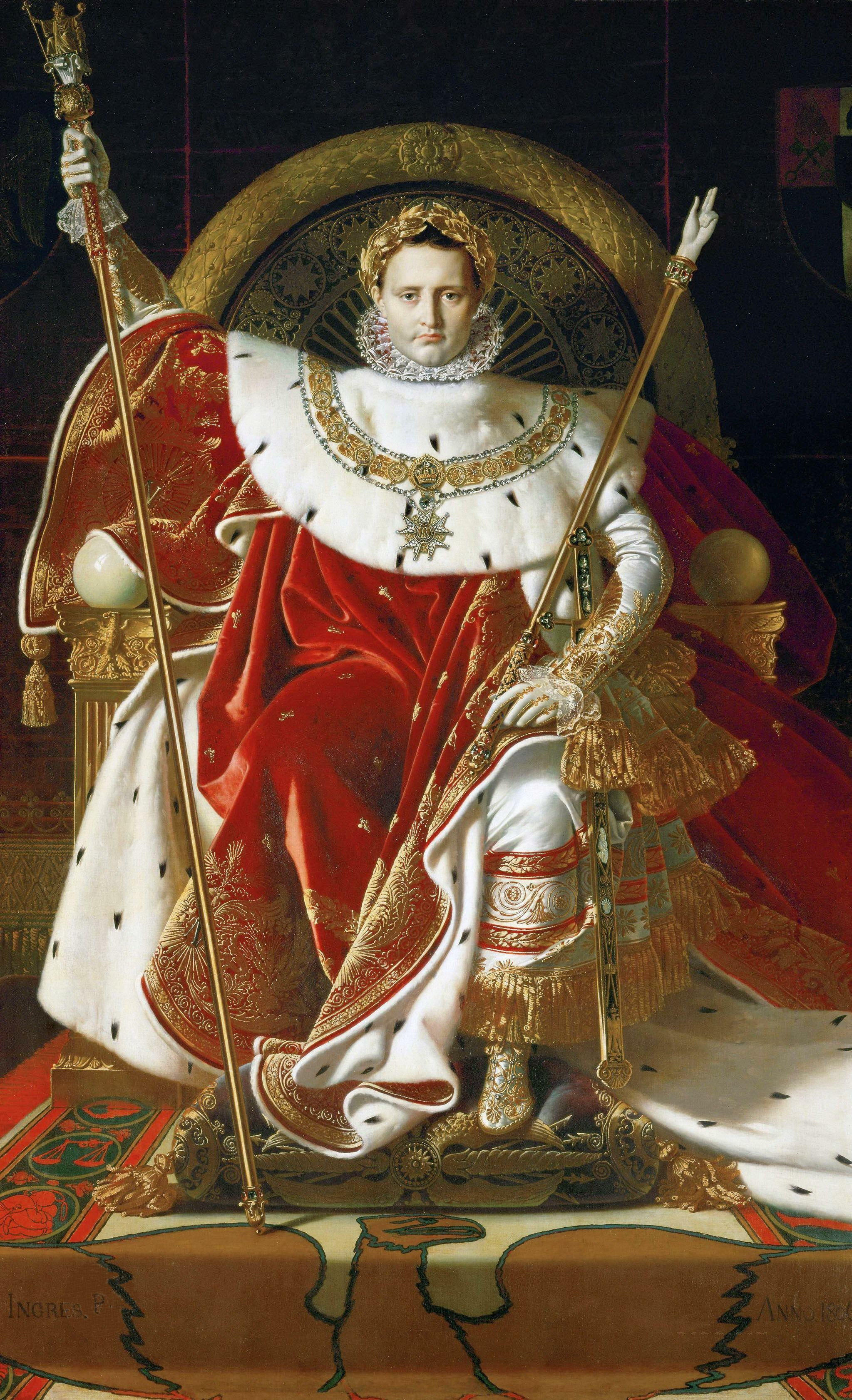
Энгр, Наполеон на императорском троне, 1806 г.

Во время старого режима трофейные знамёна выставлялись в соборе Парижской Богоматери. В ноябре 1793 года приказом Конвента они перевозятся в находящуюся на территории Дома Инвалидов церковь Святого Людовика, переименованную в то же время в Храм Марса. Победные наполеоновские кампании значительно обогащают коллекцию, но в 1814 году хранитель Дома Инвалидов сжигает всю коллекцию, чтобы флаги не попали в руки вражеской армии, стоящей у ворот Парижа.
Выставленные в настоящее время трофейные знамёна датируются XIX—XX веками: от Аустерлица (1805 год) до войны в Индокитае (1952 год).

### Раздел игрушечных солдатиков
В разделе выставлено около 150 000 картонных, свинцовых и оловянных солдатиков, созданных в период от XVIII до середины XX века.

### Раздел изобразительного искусства
Около 200 000 экспонатов — картины и скульптуры, эстампы, рисунки и фотографии — собрано в разделе изобразительного искусства музея армии. В том числе — картины и зарисовки художников, посланных музеем на фронт во время первой мировой войны.

### Русский раздел

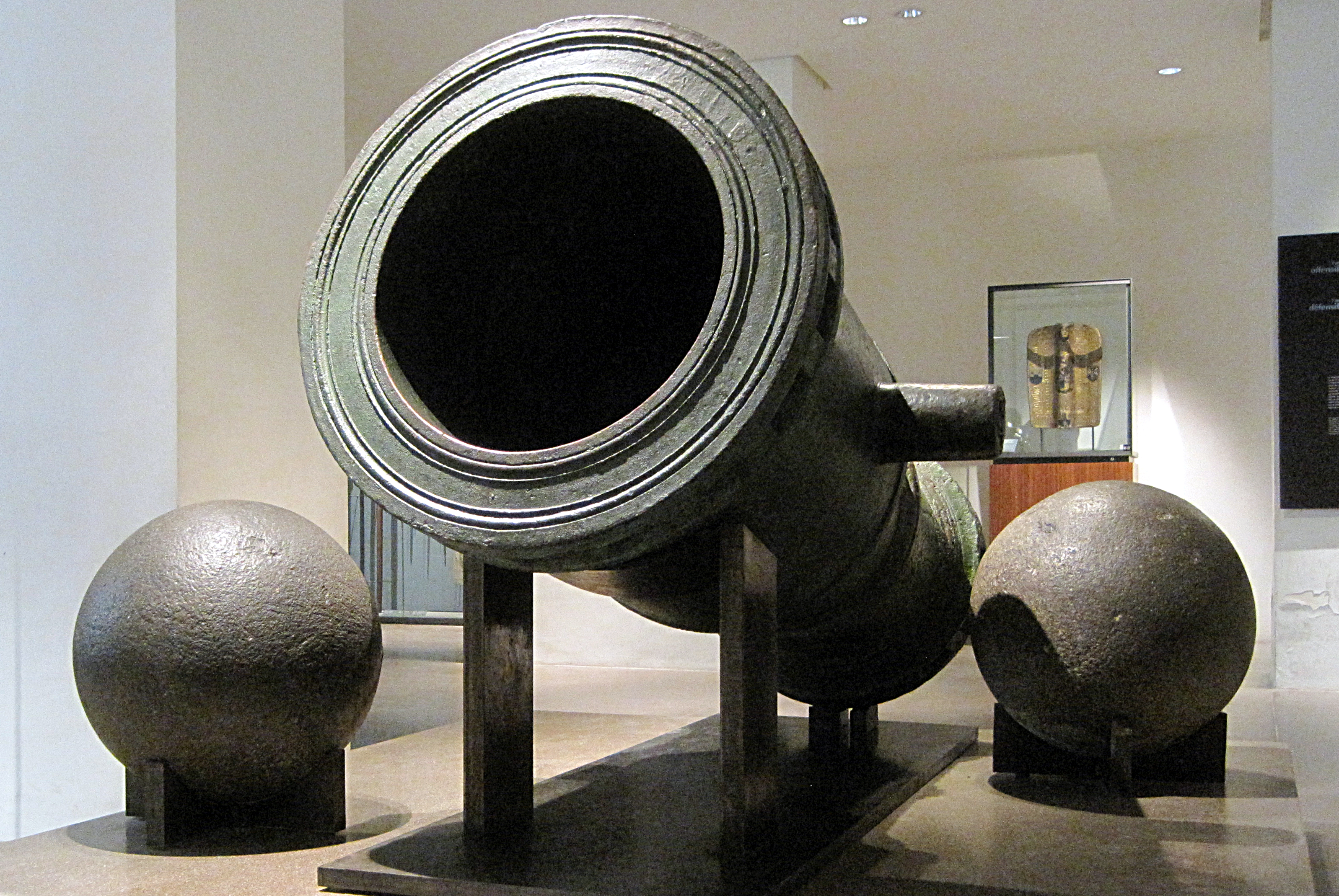
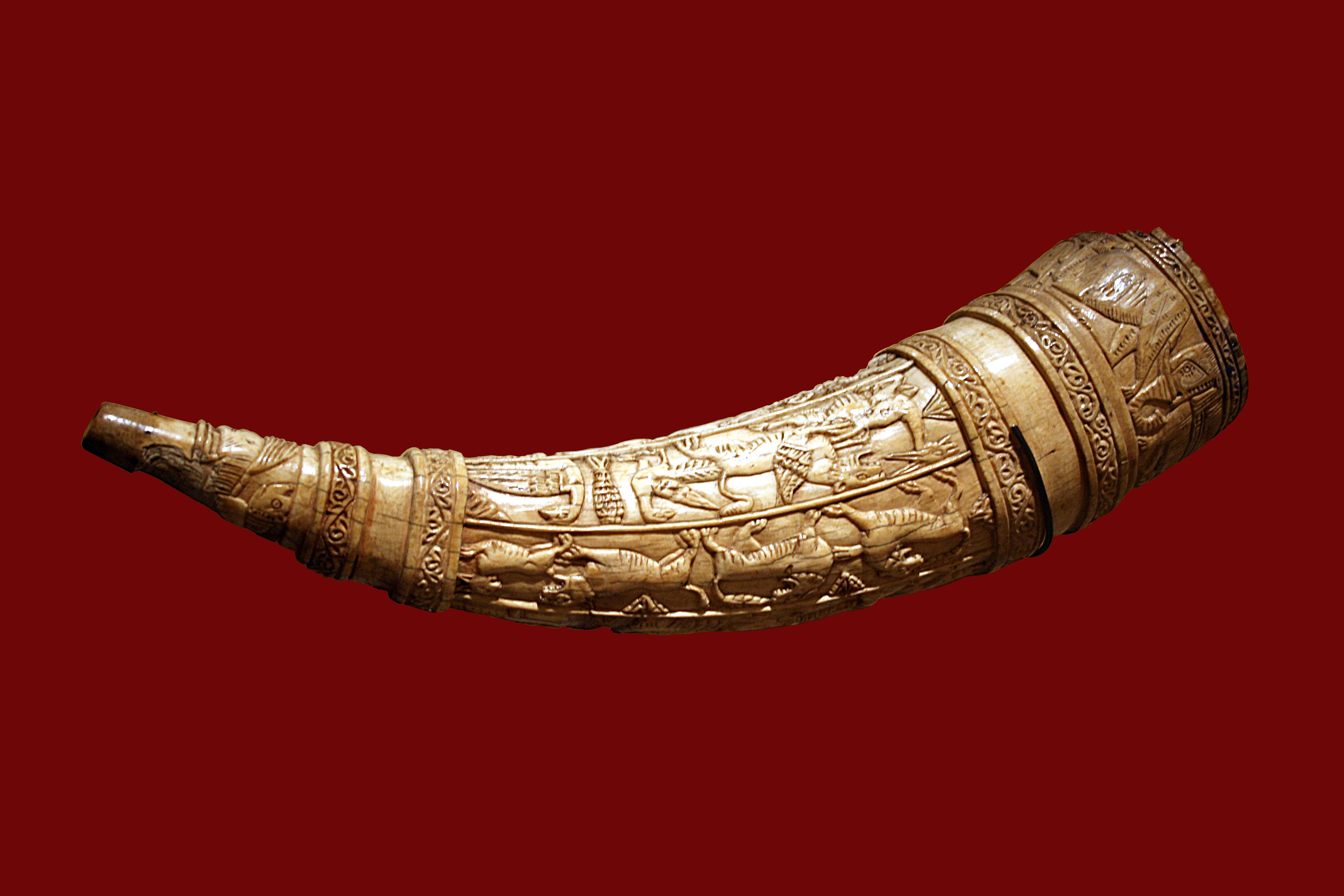
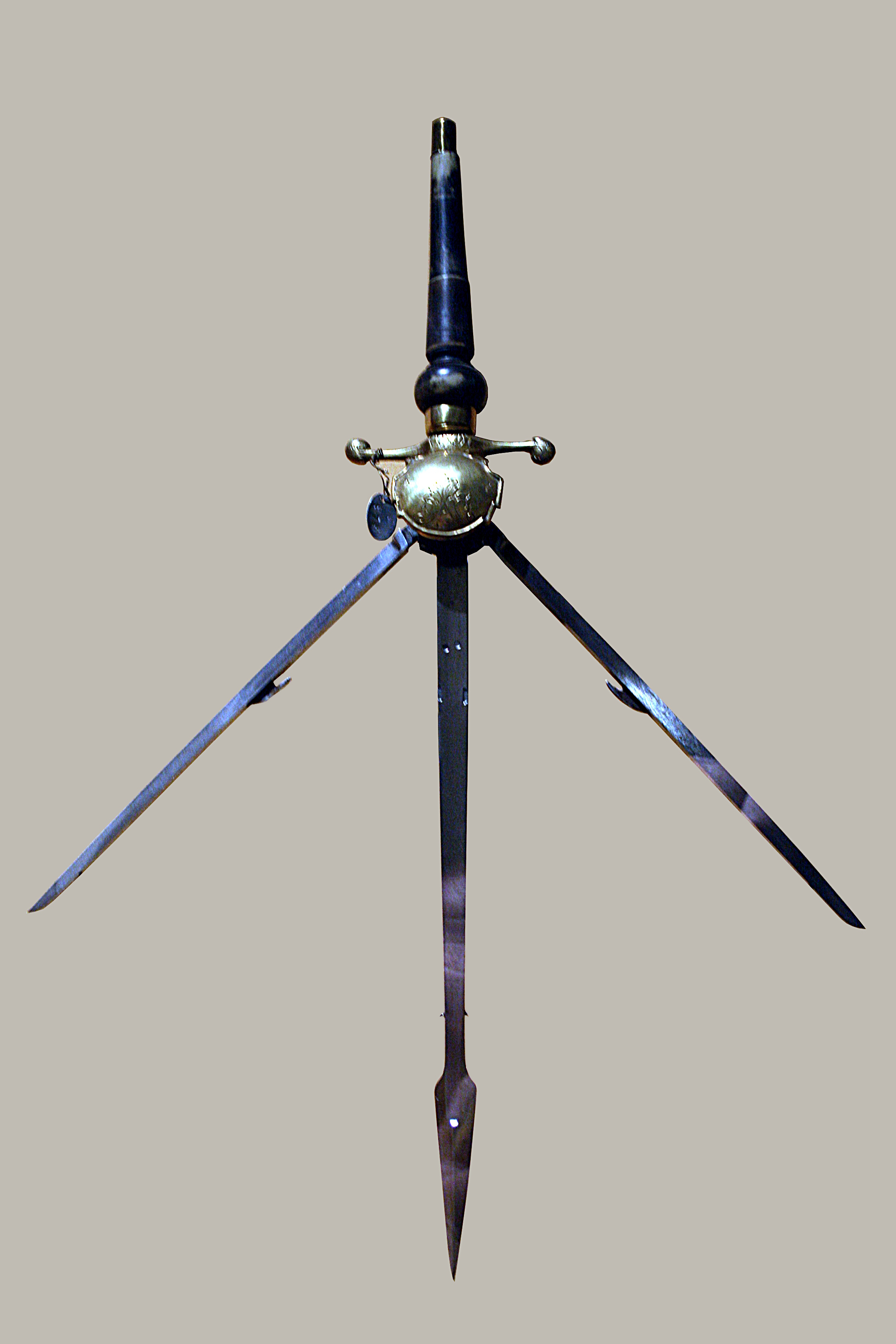
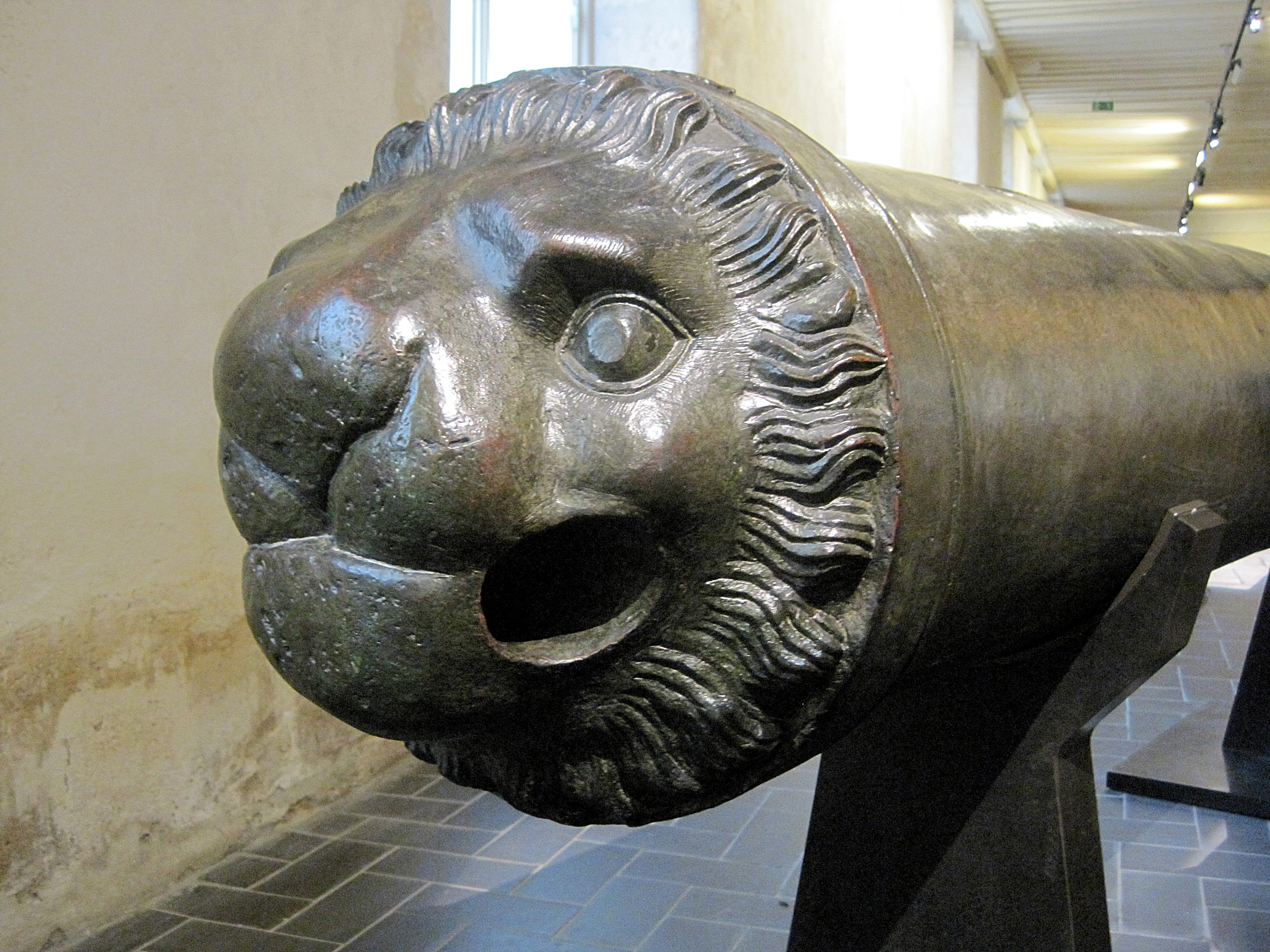
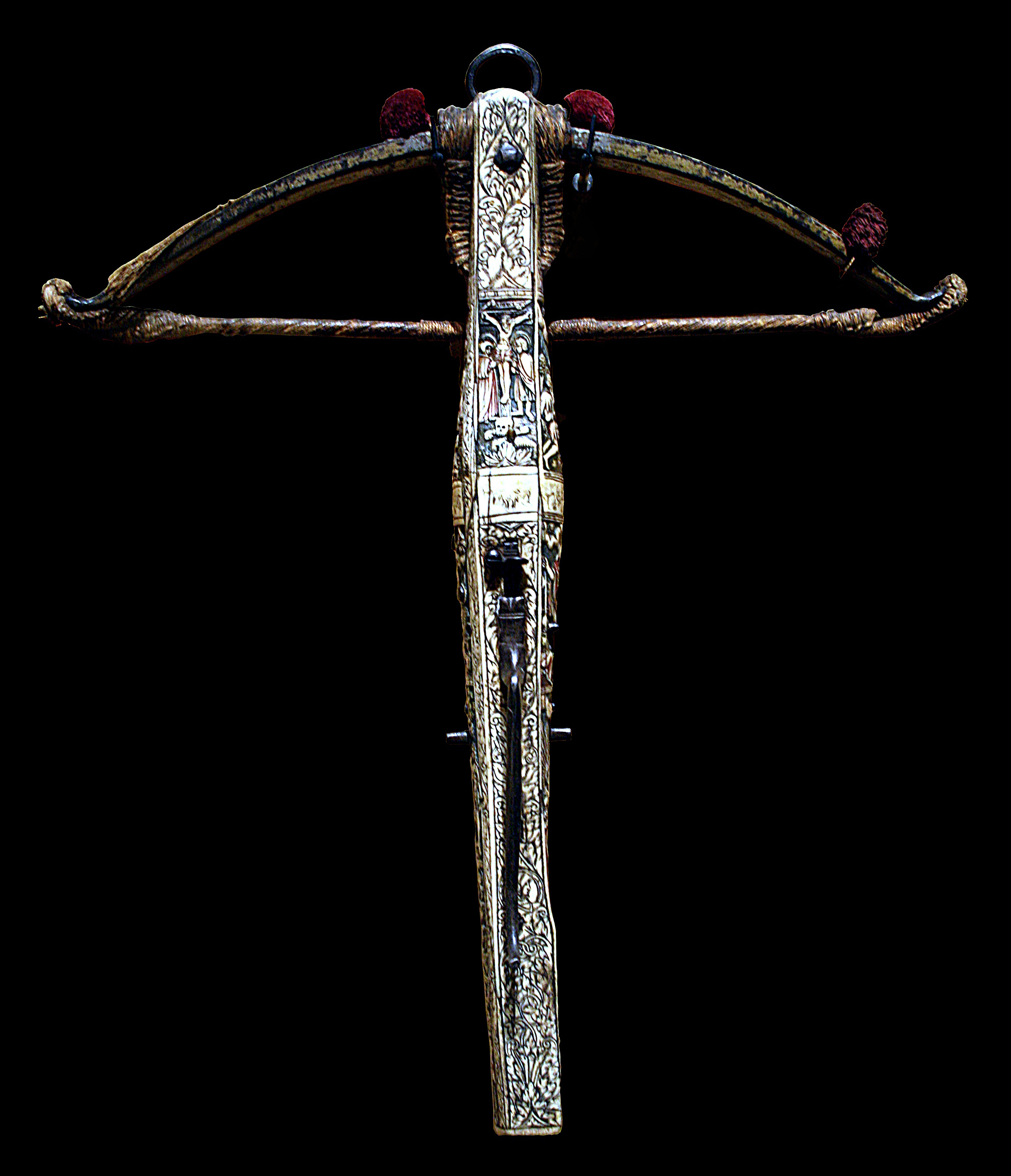
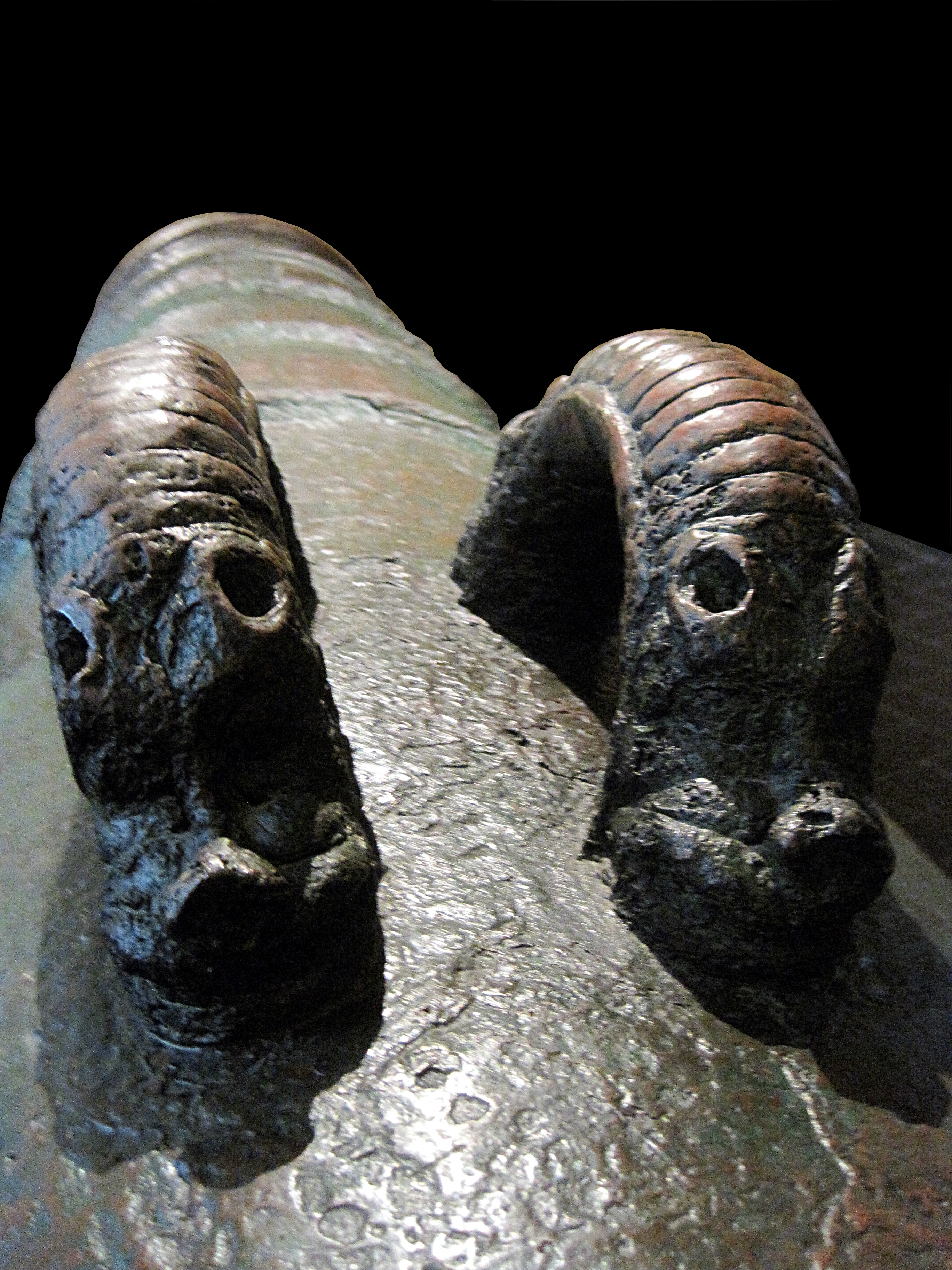
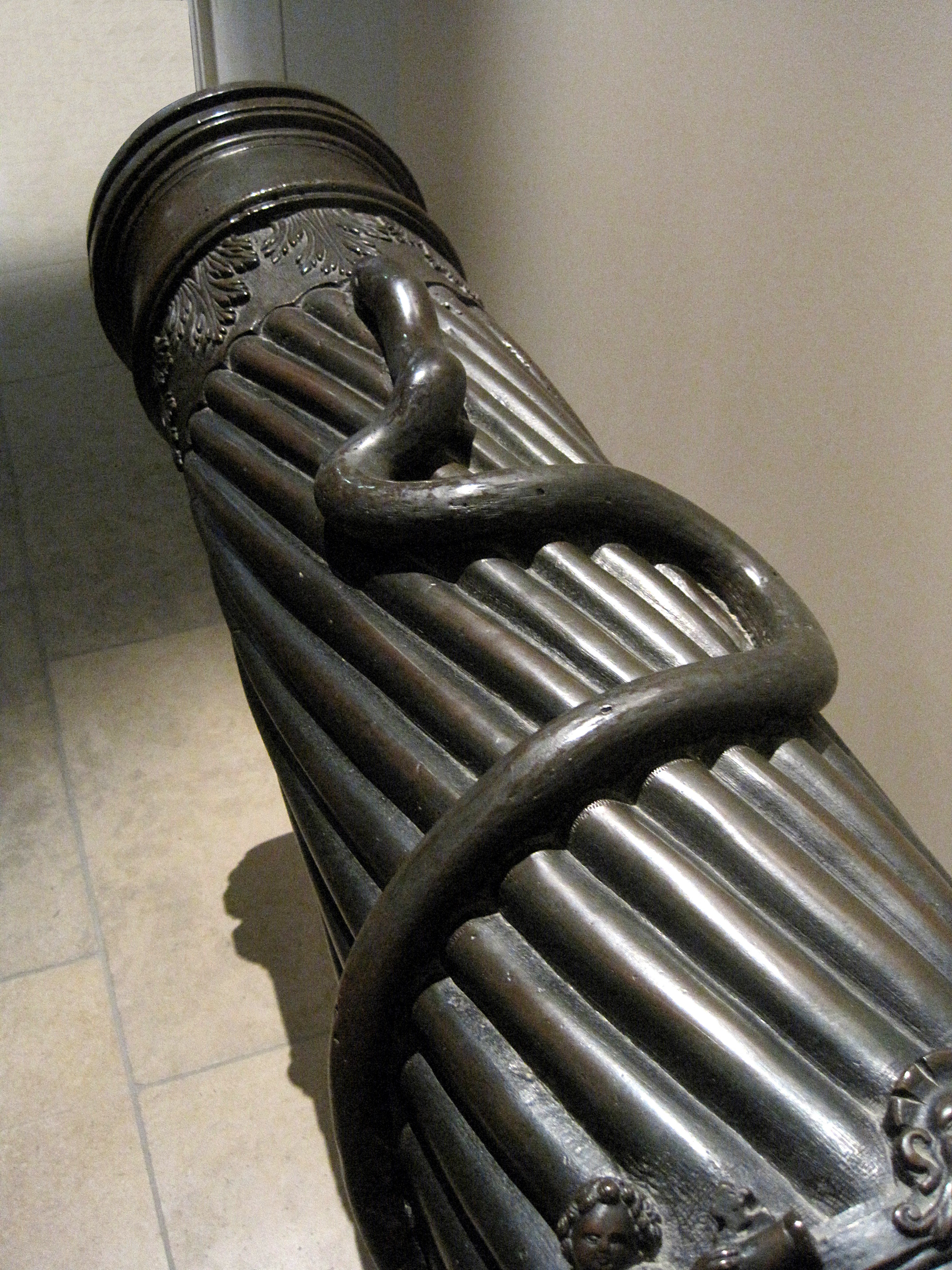
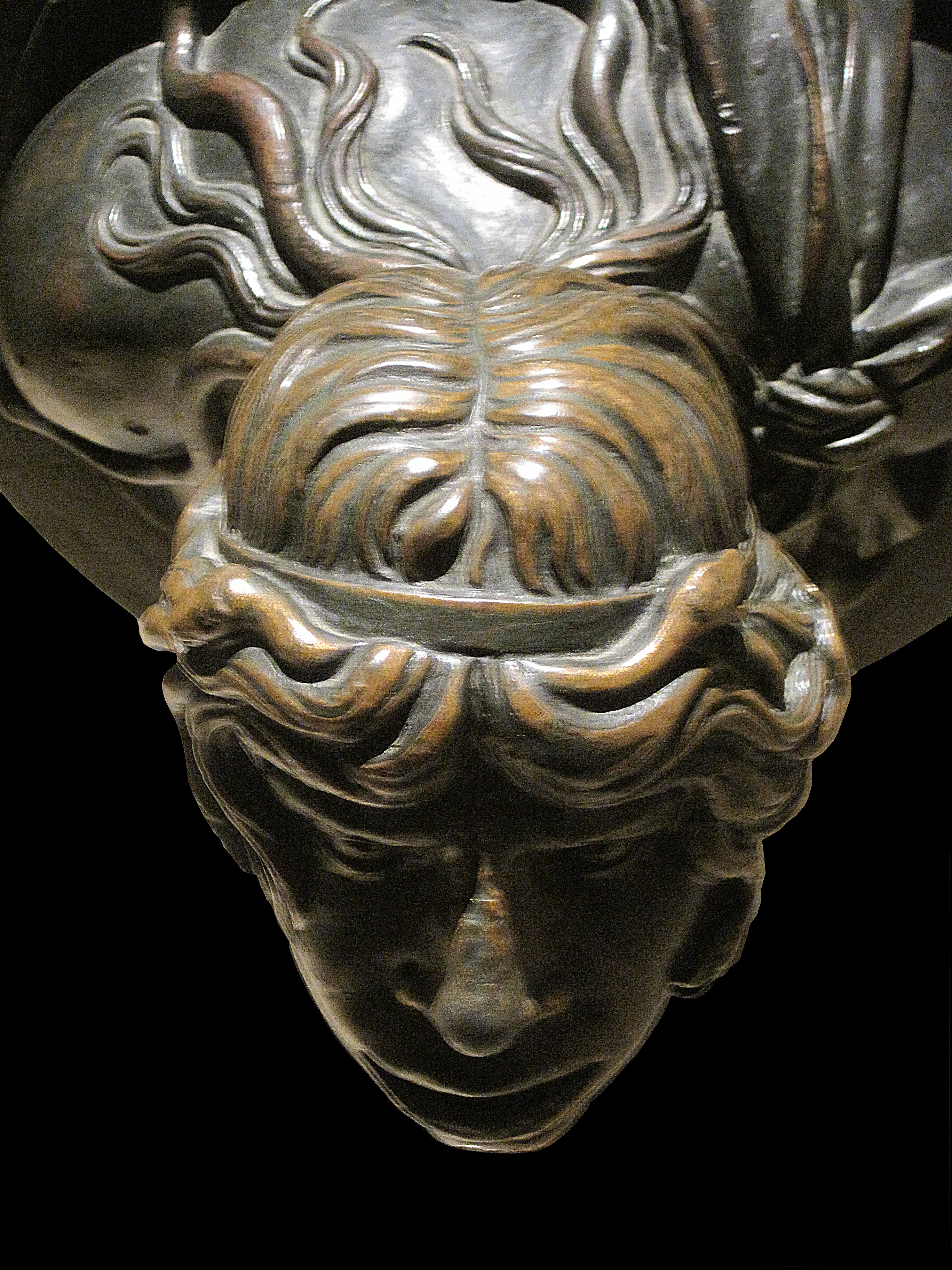
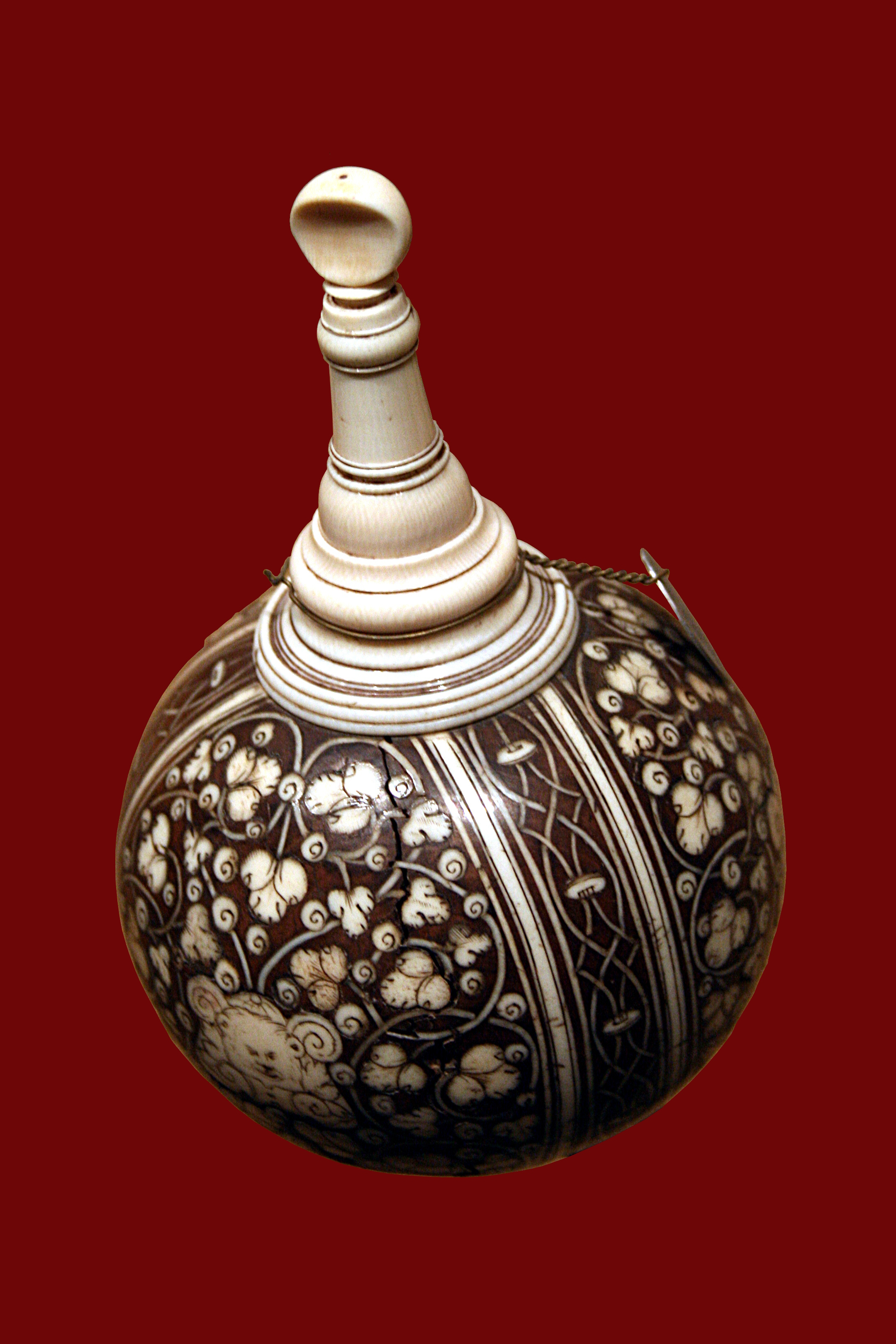
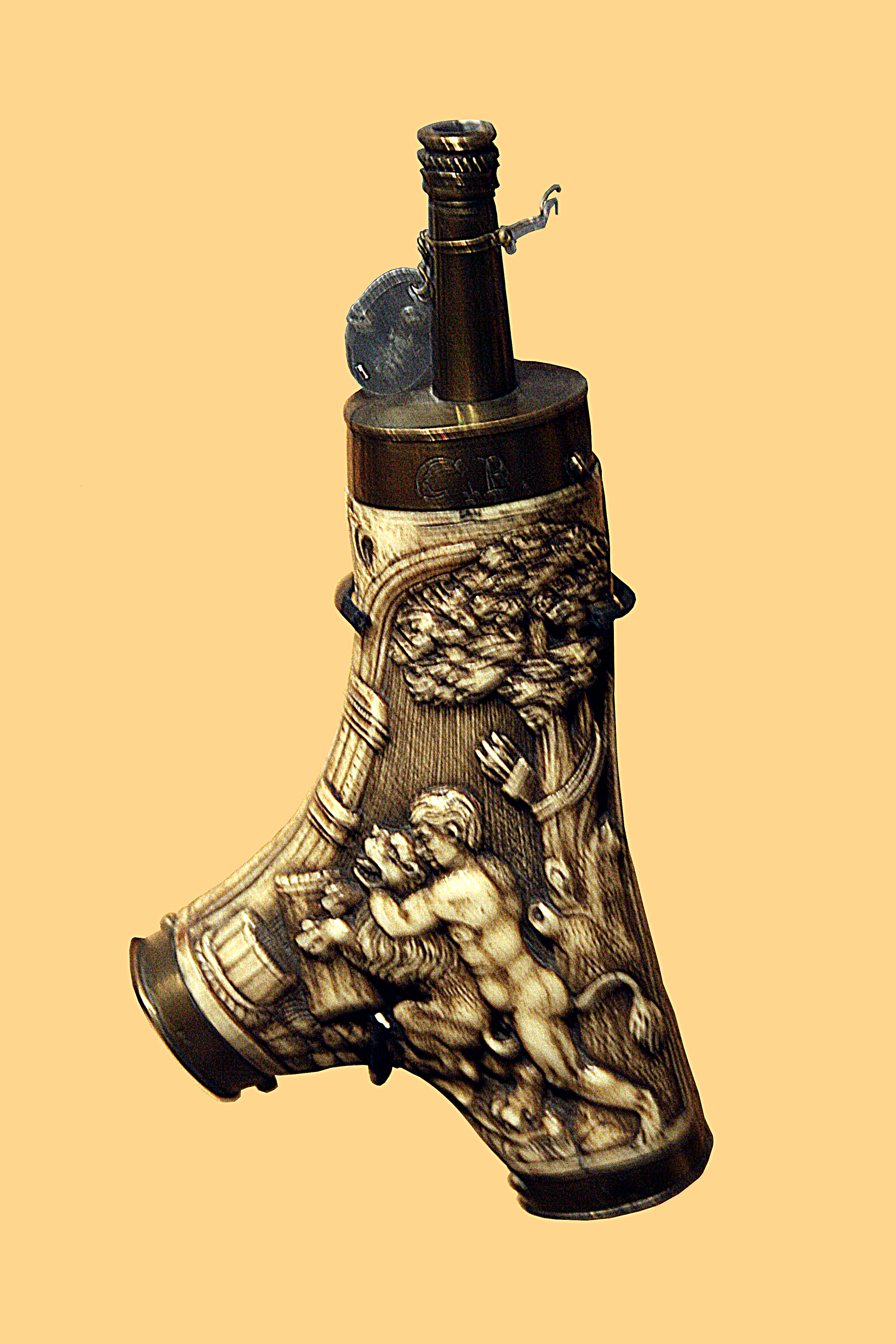
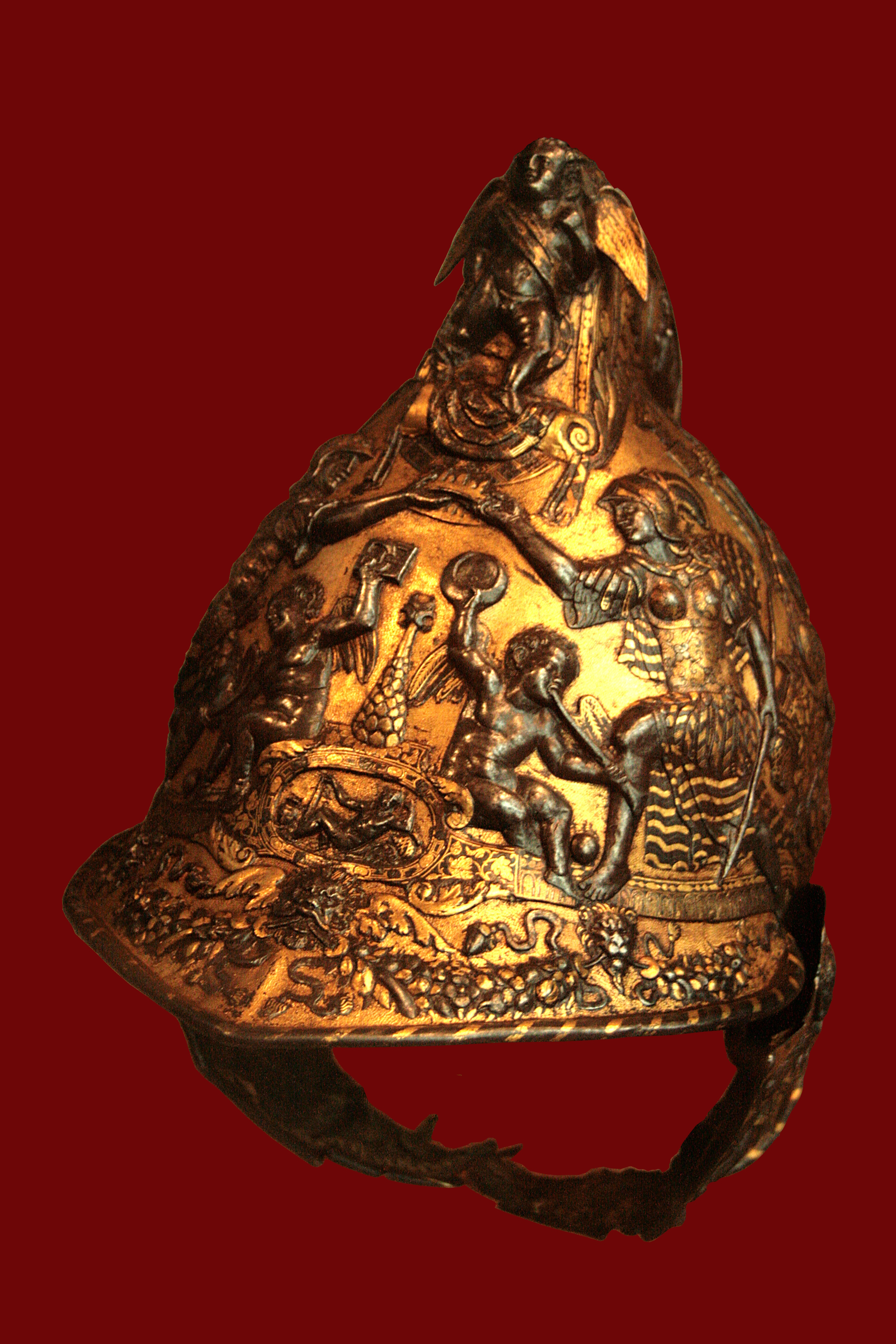
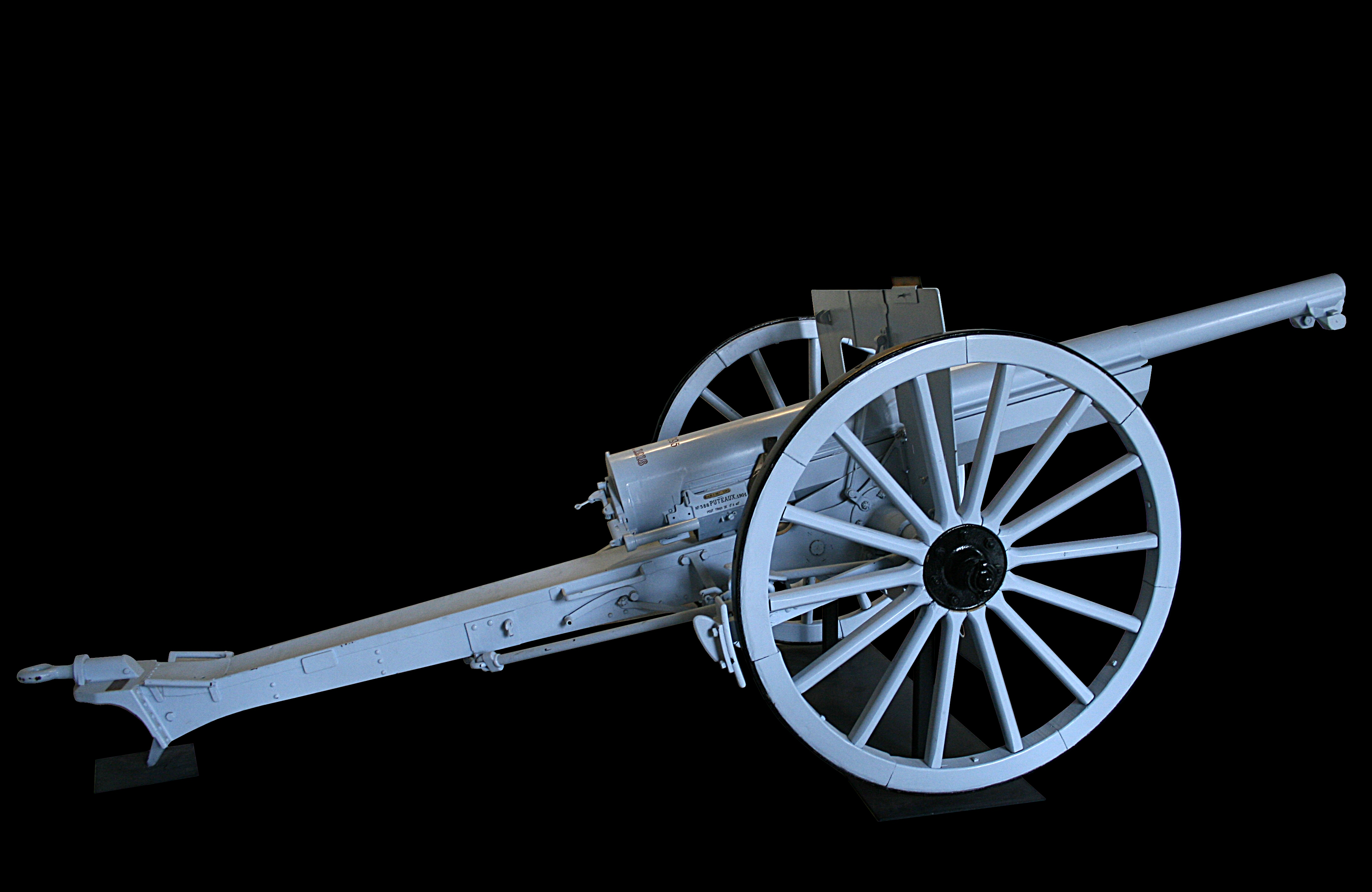
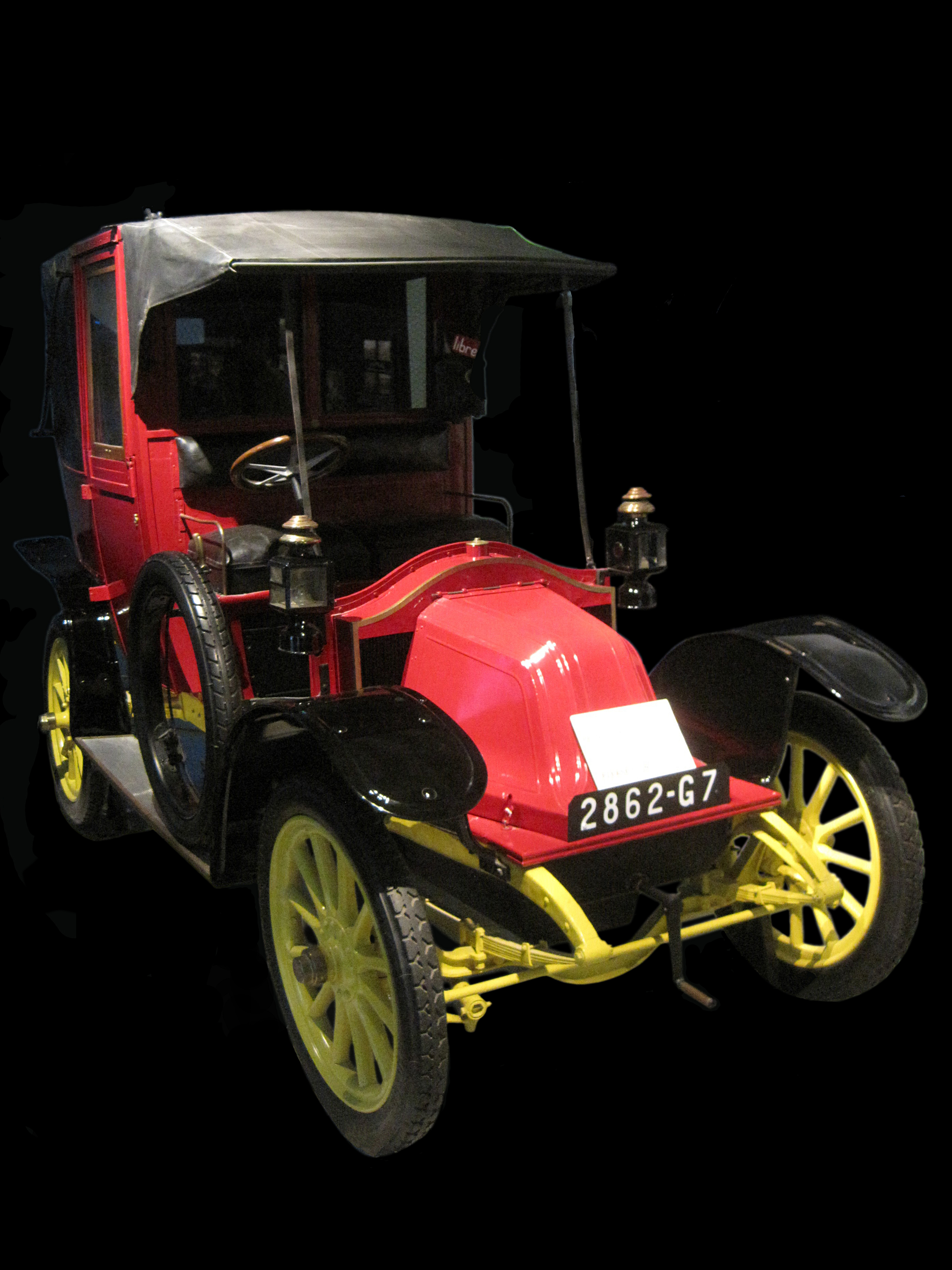
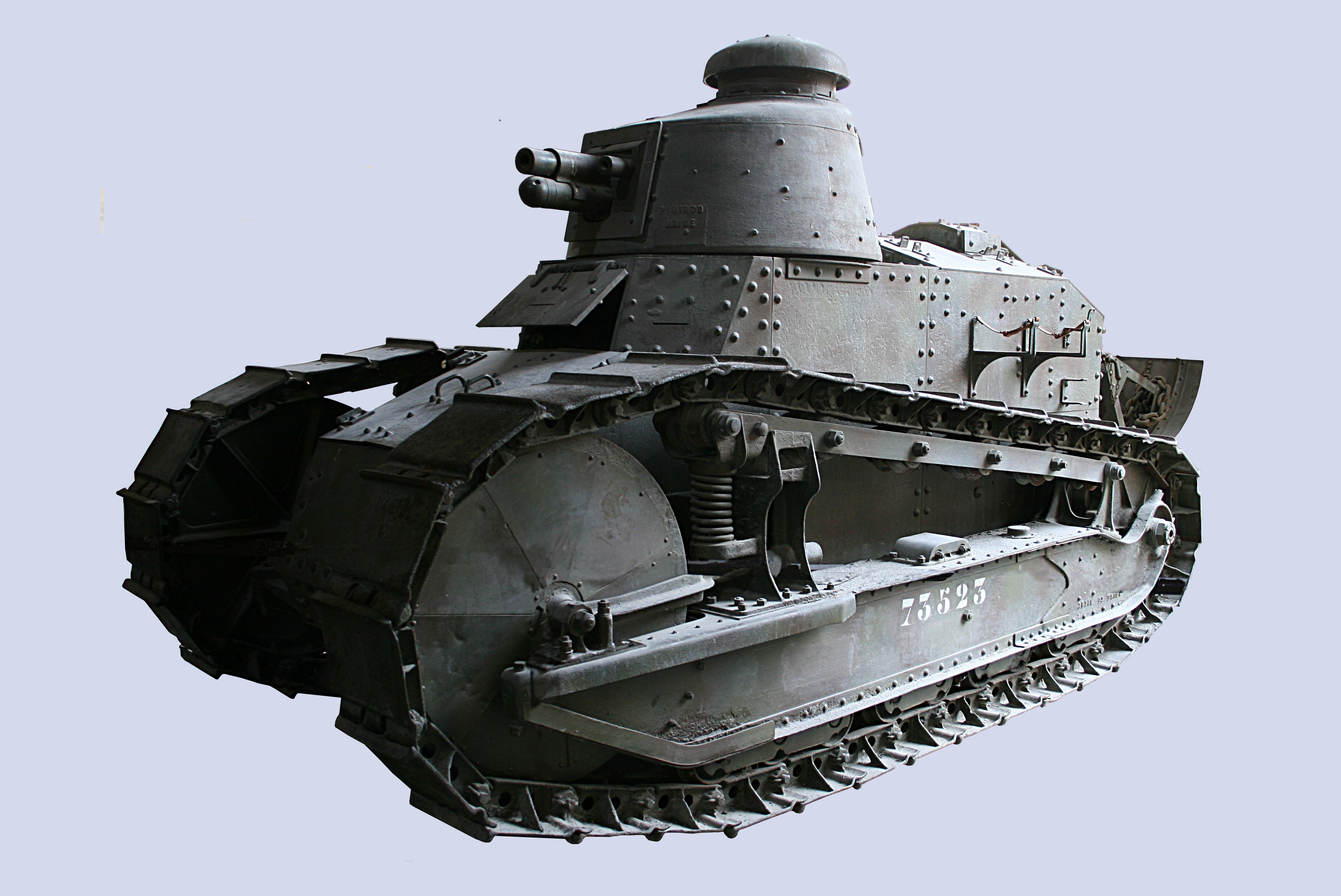
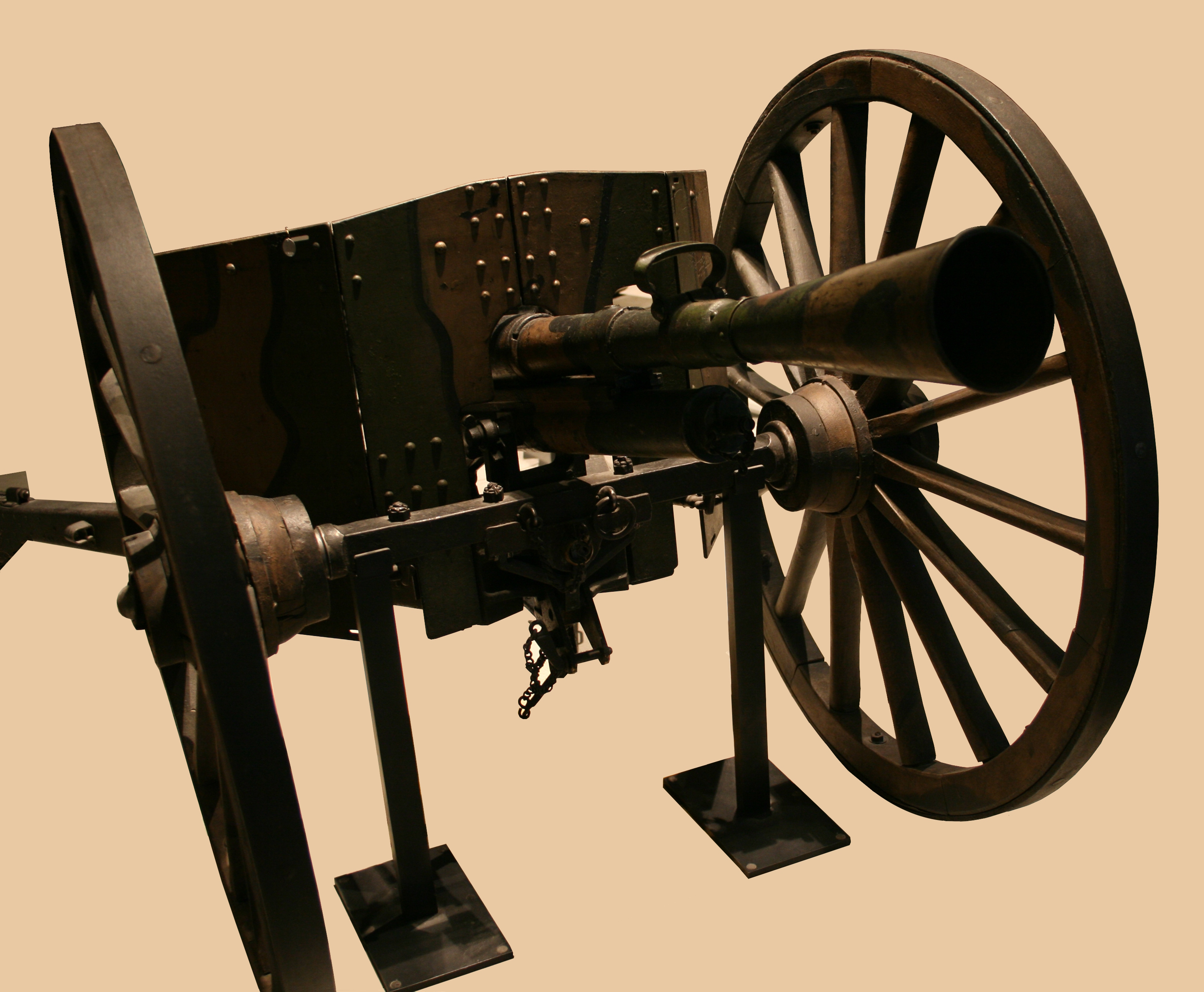

В 1953 году по инициативе генерала Блана, директора музея и русского военного историка Андоленко, был создан Русский отдел в виде отдельного зала с витринами  самых знаменитых полков Русской императорской армии. Витрина Императорской гвардии, витрина Пажеского Е.И.В. корпуса, армейской кавалерии, кавалергардов и даже российского флота. В 1972 году русский раздел существовал в еще качестве единой экспозиции в специальном зале. В дальнейшем зал был расформирован, а его коллекции вошли в основу специальных разделов, посвященных Первой Мировой войне. В настоящее время экспонируется лишь часть собрания, посвященная  российской гвардии и русскому экспедиционному корпусу во Франции. Судьба остальных экспонатов остается невыясненной.
К 70-летию окончания Второй Мировой войны была также подготовлена экспозиция, посвященная советским воинам, союзникам по борьбе с гитлеровской Германией. В раздел Сопротивления Франции вошли и экспозиции, посвященные партизанскому движению, в том числе и с участием бежавших из немецких концлагерей советских военнопленных. Русский офицер бывшей армии генерала Врангеля А.Лопатинский вместе со своим сыном, например, активно помогал в побегах из плена советских военнослужащих и переправку их в местные партизаны. Много русских эмигрантов участвовало в движении Сопротивления и пали смертью от рук Гестапо, как знаменитая Вики Оболенская.
Зимой 2016/2017 года в музее проводилась временная выставка "Секретные войны", посвященная спецслужбам ведущих стран мира. Оружие специального назначения, бесшумное, спецтехника, яды и удавки, документы периода двух мировых войн и послевоенного времени. Большой раздел был представлен противостоянию КГБ против ЦРУ и МИ-6 во время "холодной войны".
В 2023 году была запланирована большая выставка "Спецназ Мира", но ее открытие переносится на более поздние сроки. 

## Практическая информация
Музей расположен в VII округе Парижа, ближайшие станции метро — Invalides, La Tour-Maubourg и Varenne.
Музей открыт каждый день кроме первого понедельника каждого месяца. Выходные 1 января, 1 мая, 1 ноября и 25 декабря.
Часы работы:
- летом (1 апреля — 30 сентября) с 10:00 до 18:00
- зимой (1 октября — 31 марта) с 10:00 до 17:00
- по вторникам музей открыт до 21:00